# Franjo Ferderber
Franjo Ferderber, negdje i Fritz (Zagreb, 1895. – ?) bio je hrvatski nogometaš i nogometni reprezentativac.

### Reprezentativna karijera
Za nogometnu reprezentaciju Kraljevine Jugoslavije odigrao je jednu utakmicu.